# Palluau-sur-Indre
Palluau-sur-Indre là một xã ở tỉnh Indre khu vực trung bộ Pháp. Xã này có diện tích 41,55 km², dân số thời điểm năm 1999 là 828 người. Khu vực này có độ cao trung bình 177 mét trên mực nước biển.